# (717) Wisibada
(717) Wisibada – planetoida z grupy pasa głównego asteroid okrążająca Słońce w ciągu 5 lat i 215 dni w średniej odległości 3,15 au. Została odkryta 26 sierpnia 1911 roku w Landessternwarte Heidelberg-Königstuhl w Heidelbergu przez Franza Kaisera. Nazwa planetoidy pochodzi od miasta Wiesbaden, miejsca urodzin odkrywcy. Przed nadaniem nazwy planetoida nosiła oznaczenie tymczasowe (717) 1911 MJ.